# Ley de defensa de derechos humanos y sociedad civil de 2014 de Venezuela
La Ley de defensa de derechos humanos y sociedad civil de 2014 de Venezuela (S. 2142) (en inglés, Venezuela Defense of Human Rights and Civil Society Act of 2014) es una ley federal aprobada en Estados Unidos y usada para imponer sanciones específicas a determinados individuos en Venezuela que fueron responsables, de violaciones de los derechos humanos durante las manifestaciones antigubernamentales de 2014 en dicho país. La ley también se utiliza para «fortalecer a la sociedad civil», entre otros fines.

## Antecedentes procesales
El proyecto fue presentado por el senador Robert Menendez el 13 de marzo de 2014.  Fue entonces aprobada por el Senado el 7 de diciembre de 2014 y posteriormente aprobado por la Cámara el 10 de diciembre de 2014 donde posteriormente se convirtió en ley por el presidente Barack Obama. El 18 de diciembre de 2014, el presidente Obama firmó el proyecto de ley.

## Acciones
El 2 de febrero de 2015, el Departamento de Estado de los Estados Unidos impuso restricciones de visado a varios funcionarios venezolanos que fueron presuntamente vinculados a violaciones de los derechos humanos y corrupción política.  Las restricciones de visados también incluyen a los familiares de las personas involucradas en los alegatos, con el Departamento de Estado diciendo:
"Estamos enviando un mensaje claro de que los violadores de derechos humanos, quienes se benefician de la corrupción pública y sus familias no son bienvenidos en los Estados Unidos".
El 9 de marzo de 2015, el presidente Obama ordenó al Departamento del Tesoro de los Estados Unidos congelar los bienes y activos de los siguientes funcionarios:
- Antonio José Benavides Torres: Comandante de las Regiones Estratégicas de Desarrollo Integral (REDI) de la región central de la Fuerza Armada Nacional Bolivariana (FANB) y exdirector de operaciones de la Guardia Nacional Bolivariana (GNB) de Venezuela.

- Gustavo González López: Director general del Servicio Bolivariano de Inteligencia Nacional (SEBIN) y presidente del Centro Estratégico de Seguridad y Protección de la Patria (CESPPA).

- Justo José Noguera Pietri: Presidente de la Corporación Venezolana de Guayana (CVG), una entidad propiedad del estado, y excomandante general de la Guardia Nacional Bolivariana (GNB) de Venezuela.

- Katherine Harrington: Fiscal de nivel nacional del 20.ª oficina de distrito del ministro público de Venezuela.

- Manuel Eduardo Pérez Urdaneta: Director de la Policía Nacional Bolivariana de Venezuela.

- Manuel Gregorio Bernal Martínez: Jefe de la 31.ª Brigada Blindada de Caracas de la Armada Bolivariana de Venezuela y ex director general del Servicio Bolivariano de Inteligencia Nacional (SEBIN) de Venezuela.

- Miguel Alcides Vivas Landino: Inspector general de la Fuerza Armada Nacional Bolivariana (FANB) de Venezuela y excomandante de las Regiones Estratégicas de Desarrollo Integral (REDI) de la región de los Andes de la Fuerza Armada Nacional Bolivariana de Venezuela.